# Dragging Canoe
Dragging Canoe o Tsiyu Gansini (1732-1792) fou un cabdill cherokee, fill del cap Attakullakulla, que es va oposar a la política conciliadora del seu pare. Durant la Revolució Americana del 1776 donà suport als britànics amb 700 guerrers, atacant els forts de Eaton's Station i Fort Watauga, i va retirar-se amb els seus partidaris a Chickamauga. Durant molts anys s'enfrontà als colons comandats per Daniel Boone. El 1792 també s'uní a la revolta del miami Little Turtle i l'ajudà a vèncer Arthur Saint Clair.